# Anthela plana
Anthela plana is een vlinder uit de familie van de Anthelidae. De wetenschappelijke naam van de soort is voor het eerst geldig gepubliceerd in 1855 door Francis Walker.